# 奥山恵美子
奥山 恵美子（おくやま えみこ、1951年（昭和26年）6月23日 - ）は、日本の地方公務員、政治家。旧姓は熊地。
2009年から2017年まで仙台市長を2期務めた。宮城県初の女性首長、政令指定都市初の女性市長である。

## 来歴
1951年、秋田県秋田市生まれ。幼少期から国家公務員だった父親の転勤に伴い各地を転々とした。秋田県立秋田高等学校に入学するが、2年生のときに岩手県立盛岡第一高等学校に転校する。東北大学経済学部卒業後、東京都（世田谷区）勤務を経て、仙台市役所入庁。市役所では生涯学習課長、女性企画課長、せんだいメディアテーク館長、市民局次長、教育長を歴任。副市長に在職中の2007年、仙台市教育委員会教員採用試験の合否通知をめぐる不正問題で渦中の人となった。
2009年7月、民主党と社会民主党の支援を受けて仙台市長選挙に立候補し当選、政令指定都市では初めての女性市長となった。
2012年、東日本大震災復興への取り組みが「持続可能な都市作りの模範」として評価され、ドイツ持続可能賞ファンデーションが主催するドイツ持続可能賞名誉賞を受賞した。
2013年8月11日に行われた仙台市長選挙に立候補し再選を果たしたが、投票率は過去最低を更新した。
2017年4月8日、同年7月に実施される仙台市長選挙に立候補せず、任期限りで引退することを表明した。
後任に自公推薦候補の菅原裕典を指名したが、郡和子が当選した。

## 仙台市長

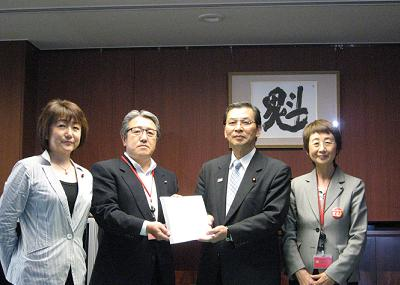
2011年6月3日、左から郡和子衆議院議員（現・仙台市長）、野田譲仙台市議会議長、大畠章宏国土交通大臣、奥山

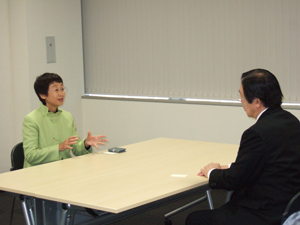
2011年12月17日、鹿野道彦農林水産大臣と会談する

### 東日本大震災
2011年3月11日に東日本大震災が発生し、仙台市は沿岸部の宮城野区・若林区を中心に甚大な被害を受けた。この際、窮状を報告していた被災地の各市町村長や、陣頭指揮をとりながら東日本大震災復興構想会議の委員も務める宮城県知事・村井嘉浩らとは対照的にリーダーシップが仙台市民に伝わらず、自身の後援者らに対して、「『知事はテレビに映るのに、市長が出てこないのは何故か』、『市長は病気でもしているのか』との苦情が市役所に寄せられている」と明かしている。
2011年9月、程永華駐日中国大使と面会し、「被災地の子供を元気付けたい」として仙台市八木山動物公園へのジャイアントパンダ貸与を要請した。奥山の要請に対し、中国の温家宝首相からは「積極的に検討したい」と返答が寄せられ、2012年6月にはMarching Jがパンダ飼育に必要な費用の支援を表明したため、市ジャイアントパンダ導入プロジェクト会議を設置し貸与に向けた準備に取り掛かった。しかし、9月に尖閣諸島国有化が行われたことによる日中関係悪化に伴い交渉が不可能になり、仙台市議会や市民団体からも「パンダが政治利用される懸念がある」として反対意見が出されたため、交渉は停止状態になっている。また、2011年11月に仙台市・石巻市を慰問したダライ・ラマ14世からの面会要請があった際には、「パンダ貸与のために担当者が奥山との面会を断った」と報道された。
2014年8月、東北6県の商工会議所などの関係者と協議し、観光客誘致や特産品販路開拓のため東北六魂祭を海外で開催することを掲げ、アメリカ合衆国での開催を表明した。また、2015年3月にはミラノ国際博覧会への参加が決定していると公表した。

### 誘致活動
2011年5月17日、「震災の経験を世界に発信する責務がある」として国連防災世界会議の仙台誘致を表明し、18日には副市長を内閣府に派遣し本格的な誘致活動を始める。1年間の誘致活動の結果、2012年12月の国連総会で国連防災世界会議の日本開催が決定し、2013年5月に仙台での開催が正式決定した。仙台開催決定を受け、2014年3月からメイン会場になる仙台国際センターの拡張工事を開始。12月に工事が完了し、3月に開催された国連防災世界会議に使用された。奥山は「大規模会合の開催可能なコンベンション都市としての機能を高め、交流人口の増加に繋げたい」としている。
2014年8月、2016年に日本で開催されるサミットの仙台誘致を表明した。「風評被害の払拭と震災復興をアピールしたい」としており、10月には東北5県の副知事や高橋宏明東北経済連合会会長に協力を呼び掛け、2016サミット仙台・東北誘致推進協議会を設立した。2015年7月3日に政府が発表したサミット開催地では、首脳会議の開催地には漏れたが、関係閣僚会合の一つである財務大臣会合が実施されることとなった。
国際会議への誘致活動に熱心な一方、他の誘致活動には消極的な姿勢も見られる。2013年10月、ラグビーワールドカップ2019の開催地立候補に関して、宮城県ラグビー協会からの要請を受け申請期限直前に立候補を表明したものの、開催の条件として「財政負担の軽減」「主要試合の仙台開催」などを挙げ、受け入れられない場合は申請を取り下げるとした。2015年3月に開催地が決定し仙台市は落選したが、大会組織委員長の森喜朗からは「手を挙げただけで、意欲のない所があった」と暗に消極姿勢を批判された。奥山は2014年12月、宮城県内のスポーツ団体などと協力して全国規模のスポーツイベントの誘致やスポーツ観光の拡大を目指すため「スポーツコミッションせんだい」を設立しているが、ラグビー開催地誘致の消極姿勢から実効性について疑問の声が挙がっている。

### 市民協働条例改正
2期目の看板政策として、1999年に制定された市民公益活動促進条例を改正し、市民が市政に積極的に参加出来るようにすることを打ち出した。市民公益活動促進条例では行政と対等な立場で活動する市民団体の育成が目的だったが、新たに制定を目指す「協働まちづくり推進条例」では、個人団体が活動出来るように市民の定義を市内への通勤学者や活動団体に拡大することを目的としている。
しかし、仙台市議会からは「市民の定義を拡大した結果、カルト団体などが市政に関与する恐れが出てくる」として改正に反対した。また、協働施策の現状が2011年以降把握出来ていないことも問題視された。これを受け、2015年2月27日に改正案を撤回し、改正案を修正した上で6月に再提出し、7月に同条例が施行された。

### 衆議院選挙票水増し問題
2014年の第47回衆議院議員総選挙・最高裁判所裁判官国民審査において、宮城県第1区の青葉区選挙管理委員会が集計ミスを隠蔽するために投票数の水増しを行っていたことが発覚。奥山は職員の聞き取り調査を実施したが、水増しを指示した人間が名乗り出なかったため、2015年1月19日に刑事告発した。
刑事告発に関し、仙台市議会からは内部調査の甘さを批判する声が挙がった。また、調査のための第三者委員会設置を求める声が挙がったが、「公職選挙法に違反する可能性がある」として設置に否定的な立場をとり、再発防止を話し合うための第三者委員会の設置に留めた。
2015年度には法令遵守を徹底させるため、コンプライアンス推進担当課長ポストを新設すると同時に各部局に週1回の朝礼を義務付けた。5月18日には、水増しに関与した事務局長、選挙課長、選挙係長の3人を懲戒免職する方針と、自身と副市長の給与をそれぞれ20%・10%減給する方針を決定したが、仙台市議会からは香川県高松市で発生した参議院選白票水増し事件での高松市長の減給処分が全額返上だったことを引き合いに「処分が軽いのではないか」と批判を受けた。

### 韓国光州市との関係
仙台市と国際姉妹都市の関係である韓国・光州広域市の市役所前に慰安婦像が設置されたことについて、慰安婦問題日韓合意の精神に反することから抗議することを求められたが、「国際姉妹都市は国家レベルの外交とは異なる次元で都市間の相互の信頼に基づき、友好、交流を進めるものと認識している」と退けた。